# (34740) Emmakeeler
(34740) Emmakeeler est un astéroïde de la ceinture principale découvert en 2001.

## Description
(34740) Emmakeeler a été découvert le 16 août 2001 à l'observatoire Magdalena Ridge, situé dans le comté de Socorro, au Nouveau-Mexique (États-Unis), par le projet Lincoln Near-Earth Asteroid Research (LINEAR).

### Caractéristiques orbitales
L'orbite de cet astéroïde est caractérisée par un demi-grand axe de 2,69 ua, un périhélie de 2,39 ua, une excentricité de 0,11 et une inclinaison de 3,33° par rapport à l'écliptique. Du fait de ces caractéristiques, à savoir un demi-grand axe compris entre 2 et 3,2 ua et un périhélie supérieur à 1,666 ua, il est classé, selon la JPL Small-Body Database, comme objet de la ceinture principale.

### Caractéristiques physiques
(34740) Emmakeeler a une magnitude absolue (H) de 14,5 et un albédo estimé à 0,334.